# XII век
XII (двена́дцатый) век  по юлианскому календарю — век с 1 января 1101 года по 31 декабря 1200 года. Это 2-й век 2-го тысячелетия.  Закончился 825 лет назад.

## Основные события

### В мире
- Правление английского короля Генриха I Боклерка (1100—1135). Укрепление системы государственного управления; значительную роль стал играть постоянный королевский совет.
- Правление германского короля и императора Священной Римской империи Генриха V (1106—1125). Завершил борьбу с папством за инвеституру.
- Польско-германская война Генриха V (1109 год; Битва на собачьем поле).
- Византийский император Иоанн II Комнин одержал победу над печенегами (1122 год; Битва при Берое).
- Борьба за инвеституру завершена заключением Вормсского конкордата (1122 год).
- Королевство Сицилия (1130—1816).
- Гражданская война в Англии 1135—1154 годов.
- Правление французского короля Людовика VII (1137—1180). Своим браком с Алиенорой Аквитанской, наследницей герцогства Аквитания, присоединил к своему домену территорию юго-западной Франции. В результате женитьбы Людовика VII на Алиеноре Аквитанской французская корона приобрела Гиень, Гасконь, Пуату, Марш, Лимузен и Перигор.
- 1146 год — поход императора Конрада III на Королевство Польское.
- Второй крестовый поход (1147—1149). Возглавляли поход французский король Людовик VII и император Священной Римской империи немецкий король Конрад III. Поводом послужил захват турками-сельджуками Эдессы.
- Правление германского короля Фридриха I Барбароссы (1152—1190), с 1155 года — императора Священной Римской империи. Пытался подчинить североитальянские города.
- 1154—1189 правление английского короля Генриха II Плантагенета, который провёл реформы, укрепившие королевскую власть в Англии.
- 1159 год — Начало франко-анжуйской войны (1159—1299 годы).
- Правление египетского султана Салах-ад-Дина (1174—1193). Основатель династии Айюбидов. Возглавлял борьбу мусульман против крестоносцев.
- Правление французского короля Филиппа II Августа (1180—1223). Успешно проводил политику централизации государства (увеличил королевский домен примерно в 4 раза, преобразовал в нём управление, ограничил самостоятельность феодальной знати). Отвоевал у Иоанна Безземельного подвластные ему французские территории (Нормандию и др.), превратил Францию в ведущую европейскую державу.
- 1183—1185 правление византийского императора Андроника I Комнина. Активно проводил политику террора в отношении аристократии. Был свергнут знатью Константинополя в 1185 году и казнён.
- Правление царицы Тамары (1184—1207) в Грузии. В её царствование Грузия добилась больших военно-политических успехов. Ей посвящена поэма Шота Руставели «Витязь в тигровой шкуре».
- Осада Иерусалима (1187). Египетский султан Салах-ад-Дин разгромил войска Иерусалимского королевства и захватил Иерусалим.
- 1187 год — основано Второе Болгарское царство (1187—1396).
- 1189 год — Третий крестовый поход (1189—1192) под командованием императора Священной Римской империи Фридриха I Барбароссы, французского короля Филиппа II Августа и английского короля Ричарда I Львиное Сердце.
- Правление английского короля Ричарда Львиное Сердце. Большую часть жизни провёл вне Англии, сражаясь против французского короля и против мусульман. Возвращаясь из третьего крестового похода, попал в плен к императору Генриху VI, потребовавшему огромный выкуп, который был выплачен, в том числе благодаря повышению налогов в Англии (1194 год).
- Правление германского короля и императора Священной Римской империи Генриха VI (1190—1197). Женитьбой на наследнице сицилийского престола присоединил к своим владениям Сицилийское королевство.
- Северный крестовый поход провозглашён папой римским Целестином III (1198 год). Основан Тевтонский орден (форма — белый плащ с чёрным крестом). Епископ Бертольд с войском крестоносцев приходит на Западную Двину, принудительно крестит ливов, облагает их данью.
- Четвёртый крестовый поход (1199—1204).
- 1199 год — начало правления английского короля Иоанна Безземельного (1199—1216). За свои военные поражения известен по прозвищу «Мягкий меч» (Softsword).
- XII век — Победа христианства в Швеции.
- XII век — Возникновение княжества Босния.
- XII век — Перенесение столицы Волжской Болгарии в Биляр.
- XII век — Возникновение в Дагестане Аварского ханства со столицей Хунзах.
- XII век — Кильва стала центром всех арабских поселений на восточном берегу Африки. Султаны Кильвы владели Занзибаром, Мафией, Пембой, Момбасой, Аму и Пате.
- XII век — Образование движения бхакти в Индии.
- XII век — Возникновение организации «Байляньцзяо» («учение Белого лотоса») в Китае.
- XII век — Кхмеры пытаются овладеть Халипунджайей, но это им не удалось.
- XII век — От Шривиджаи отпадает княжество Малайя на Суматре к северо-западу от Палембанга.
- XII век — Семь объединённых племён науа с севера (Нью-Мексико или Аризона) проникли в долину Мехико.
- XII век — Усиление Майяпана.
- XII век — Тои отплыл из Центральной Полинезии и оказался на Новой Зеландии.
- XII—XIII века — Москва стала значительным городом Владимиро-Суздальской Руси.

### Русь
- 1103 год — Начало целой серии походов Владимира и Святополка против половцев (1103—1120 годы).
- 1107 год — Взятие Суздаля волжскими болгарами.
- 1108 год — Заложен Златоверхий Михайловский монастырь в Киеве князем Святополком Изяславичем.
- 1113 год — Начало княжения Владимира Всеволодовича Мономаха (1113—1125 годы).
- 1125 год — Смерть Владимира Мономаха. На престол приходит его сын Мстислав Владимирович Великий.
- 1136 год — Отпадение Новгорода от Киевской Руси.
- 1139 год — Волнения в Киеве и его захват Всеволодом Ольговичем.
- 1146 год — Начало ожесточённой борьбы княжеских кланов за киевский престол (Мономаховичи, Ольговичи, Давидовичи) — продолжалась до 1161 года.
- 1147 год — Первое летописное упоминание о Москве.
- 1181 год — Переселенцами из Новгорода основан город Хлынов (ныне Киров).

## Культура
- Создан свод феодального права Libri Feudorum[англ.].
- Роберт Честерский — перевёл на латинский язык арабские научные труды.
- Аделард Батский — учёный, философ.
- Низами Гянджеви — персидский лирик, автор поэмы Лейли и Меджнун.
- Пьер Абеляр — французский философ-схоласт, поэт, автор беллетризованной автобиографии «История моих бедствий».
- Анна Комнина — византийская принцесса, автор Алексиады, эпической биографии своего отца.
- Омар Хайям — крупнейший персидский поэт, математик, астроном и философ, автор многочисленных рубаи.
- Кретьен де Труа — французский поэт, основоположник куртуазного романа.
- Постройка замка Чиллингем в Нортумбрии(северная Англия).

## Личности
- Адриан IV, Папа Римский.
- Анастасий IV, Папа Римский.
- Болеслав III Кривоустый, король Польши.
- Людовик VII, король Франции.
- Мануил I Комнин, император Византии.
- Балдуин IV Прокажённый, король Иерусалимского королевства.
- Елюй Даши, гурхан кара-киданей.
- Салах ад-Дин, аюбидский султан.
- Абу Хамид аль-Газали, богослов и суфий.
- Ибн Рушд, философ и мыслитель.
- Ибн аль-Араби, поэт и суфий.
- Абдул-Халик Гиждувани, суфий, основатель тариката Хваджаган.
- Ахмед Ясави, суфий, основатель тариката Ясави.
- Фаридуддин Аттар, поэт и суфий.